# Битка код Мила
Битка код Мила одигравала се 260. п. н. е. на Сицилији крај Мила током Првог пунског рата. Била је то прва права поморска битка између Картагине и Римске републике. У бици побеђују Римљани.
После освајаља Агригента, Римска република се осећала довољно самоуверена да може водити поморске битке против Картагине. Дотад је Картагина била поморска сила без премца у западном Медитерану. Римска република гради 150 бродова за рекордна два месеца. У првом поморском сукобу, који је имао карактер заседе Римљани су под водством Сципиона изгубили 17 бродова у бици код Липара.

## Римљни уводе корвус као нову технику
Убрзо после тога инцидента млађи конзул Гај Дуилије плови са остатком флоте да се сукоби са Картагињанима. Картагина је била поморска сила и имала је велико искуство у поморским биткама. Да би надокнадили недостатак искуства и да би користили стандардне копнене тактике на мору Римљани опремају своје бродове са специјалном справом за укрцавање (корвус).
У то време је било уобичејена поморска тактика да се маневрише бродом, да би се забио у противнички брод. Међутим Римљани плове крај брода на који се мисле искрцати, бацају тај специјални мост, који се качи за противнички брод, па шаљу легионаре преко моста у борбу на противничком броду.

## Битка
Две флоте се сукобљавају на мору крај Мила на Сицилији. Одмах на почетку сукоба уз помоћ корвуса Римљани заузимају 30 картагињанских бродова и главни брод. Ханибал Гискон је био присиљен да побегне у малом броду. Ханибал Гискон је у сукобу покушао да изманеврише римске бродове, али није успио.
Та битка је била прва римска поморска победа. Конзул је тријумфално славио победу носећи заробљене заставе картагињанских бродова. Гај Дулије се убрзо повукао из политике. У Картагини Ханибал Гискона убијају због неспособности.